# فارست برد
فارست مورتون بِرد (انگلیسی: Forrest Morton Bird; ۹ ژوئن ۱۹۲۱ – ۲ اوت ۲۰۱۵) خلبان، مخترع و مهندس زیست‌پزشکی اهل ایالات متحده آمریکا بود. او بیشتر به خاطر ساخت برخی از اولین دستگاه‌های تنفس مصنوعی مکانیکی قابل اعتماد با تولید انبوه برای مراقبت‌های قلبی ریوی حاد و مزمن شناخته می‌شود. وی همچنین برندهٔ جوایزی همچون مدال ملی فناوری و نوآوری شد.

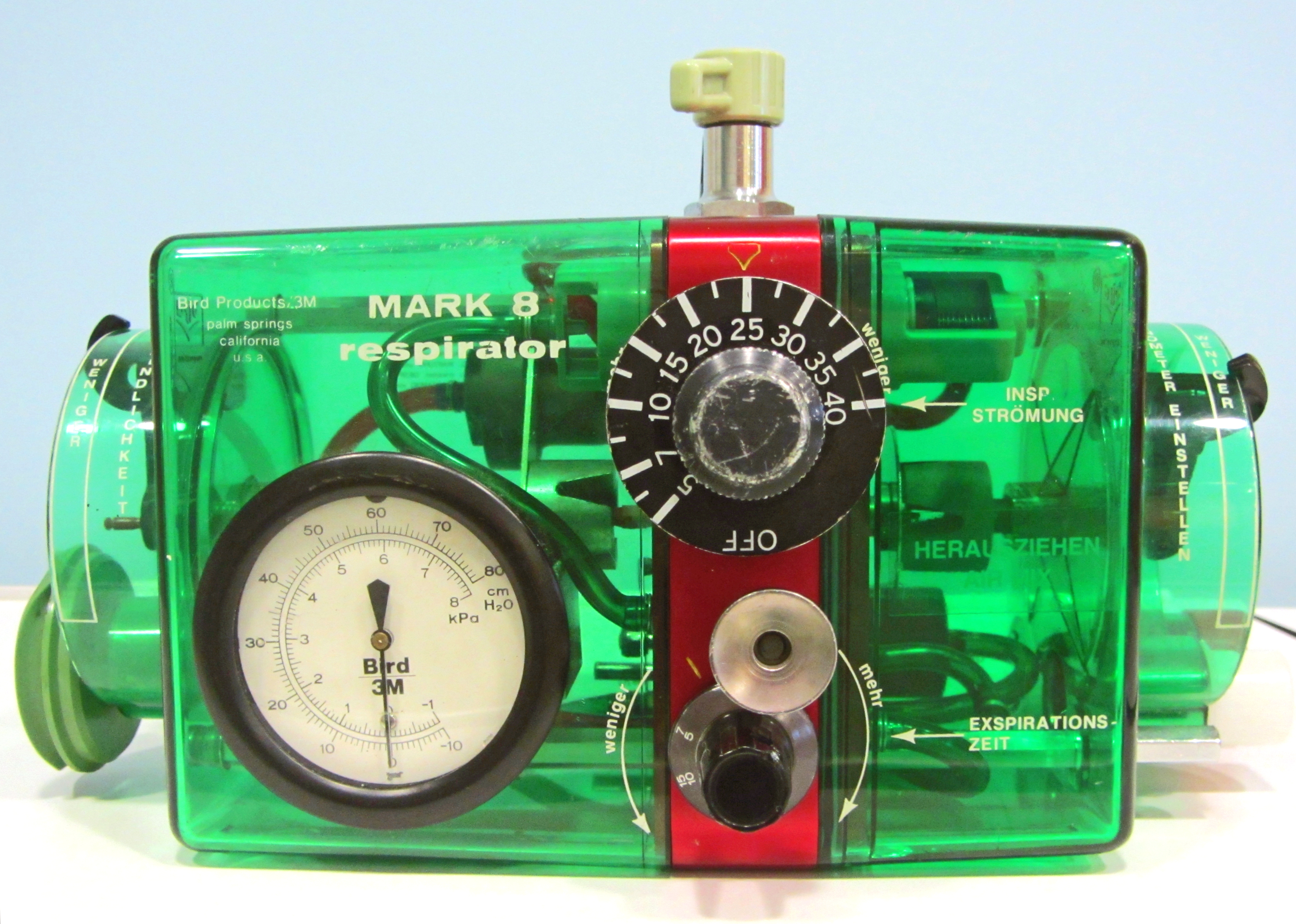
ونتیلاتور برد مارک ۸